# 陳錫淇
陳錫淇，中華民國（台灣）政治人物，曾任台灣省總工會理事長、中華民國全國總工會理事長，後代表中國國民黨以工人團體當選為第一屆第三、四次增額立法委員。